# Печенка
Печенка — река в России, протекает в Гусь-Хрустальном и Судогодском районах Владимирской области. Устье реки находится в 54 км от устья Судогды по левому берегу. Длина реки составляет 13 км.
На истоке реки устроена запруда возле деревни Дубасово в 18 км к югу от города Судогды. Высота запруды — 114,1 м над уровнем моря. Около истока деревня Дубасово и населённый пункт Дом Инвалидов. Ниже река течёт на север по ненаселённому лесу, впадает в Судогду выше деревни Жуковка.

## Данные водного реестра
По данным государственного водного реестра России относится к Окскому бассейновому округу, водохозяйственный участок реки — Клязьма от города Владимир до города Ковров, без реки Нерль, речной подбассейн реки — бассейны притоков Оки от Мокши до впадения в Волгу. Речной бассейн реки — Ока.
Код объекта в государственном водном реестре — 09010300912110000032844.